# Прихоєць
Прихо́єць (пол. Przychojec) — село в Польщі, у гміні Лежайськ Лежайського повіту Підкарпатського воєводства.
Населення — 956 осіб (2011).

## Назва
У 1977-1981 рр. в ході кампанії ліквідації українських назв село називалося Йодлувка (пол. Jodłówka).

## Історія
Село утворене в XIX ст. з колишнього присілка села Старе Місто. У 1831 р. в селі було 180 греко-католиків, які належали до парафії Лежайськ Каньчуцького деканату Перемишльської єпархії.
У 1888 р. село знаходилось у Ланьцутському повіті, було 145 будинків і проживали 652 мешканці, з них 404 римо-католиків, 243 греко-католики і 5 юдеїв.
У міжвоєнний період українці-грекокатолики належали до парафії Лежайськ Каньчуцького деканату (з 1920 р. — Лежайського) Перемишльської єпархії.
У 1939 році в селі проживало 790 мешканців, з них 220 українців-грекокатоликів, 560 поляків і 10 євреїв. Село входило до ґміни Курилувка Ланьцутського повіту Львівського воєводства. Греко-католики села належали до парафії Лежайськ Лежайського деканату Перемишльської єпархії.
1945 року відповідно до «Угоди про взаємний обмін населенням у прикордонних районах» більшість українського населення Прихойця була виселена в СРСР. Жителі села були переселені в населені пункти Станіславської області — вивезено 116 осіб (39 сімей).

## Демографія
Демографічна структура станом на 31 березня 2011 року:
|          | Загалом | Допрацездатний вік | Працездатний вік | Постпрацездатний вік |
| -------- | ------- | ------------------ | ---------------- | -------------------- |
| Чоловіки | 484     | 123                | 316              | 45                   |
| Жінки    | 472     | 107                | 288              | 77                   |
| Разом    | 956     | 230                | 604              | 122                  |